# 林鴻鳴
林鴻鳴（1981年8月30日—），屏東縣人，台灣原住民，有排灣族與魯凱族血統，族名赤目勒塞（Cemelesai）。歌手，以具爆發力的搖滾嘶吼唱腔聞名。

## 演藝生涯
林鴻鳴就讀五專時，某日聽到樂團演唱槍與玫瑰（Guns N' Roses）的代表作《Sweet Child o' Mine》，這是他開始接觸搖滾樂的啟蒙歌曲。2007年組成「鐵香蕉樂團」並擔任主唱，獲得YAMAHA熱音賽等多個音樂獎項，也登上海洋音樂祭舞台表演，漸具知名度。經由王宏恩、陳建州等人推薦，鐵香蕉樂團作品獲邀成為台啤隊紀錄片《態度》的配樂。
2008年，林鴻鳴參加中視《超級星光大道》節目，為第三屆踢館者及第四屆季軍。自知音樂風格並非臺灣流行音樂市場主流，參賽目的之一是希望讓更多觀眾認識並喜愛搖滾樂，也如願將鐵香蕉樂團帶上總決賽舞台。節目主持人常以「Rocker」稱之。
2010年初，鐵香蕉樂團解散，林鴻鳴改為個人發展。同年參加東南衛視《拉芳星光大會》節目，止步於前8強。此後仍持續有駐唱及活動演出，2012年成為新團「重擊者樂團」主唱。
2014年12月16日林鴻鳴入伍服役，擔任教育班長，於2015年11月16日退伍。
2016年11月27日林鴻鳴發行個人首張EP《淚世界》

## 家庭
林鴻鳴小時候家境優渥，又是家中長子，備受呵護。國中時因家中生意失敗，父親從大老闆淪為撿紙箱、打工養家餬口。父親對人生不低頭的態度令林鴻鳴學習良多，也曾在《超級星光大道》節目上選唱《鋼鐵男子》一曲獻給父親。
林鴻鳴另有一妹林偉婷，是《超級星光大道》第五屆參賽者。

## 音樂作品

### EP
| 發行日期       | 專輯名稱   | 發行公司 | 曲目                   |
| -------------- | ---------- | -------- | ---------------------- |
| 2016年11月27日 | 《淚世界》 | 喜多音樂 | 曲目 1. 原罪 2. 淚世界 |

### 合輯
| 發行日期     | 專輯名稱     | 發行公司 | 備註                                                                              |
| ------------ | ------------ | -------- | --------------------------------------------------------------------------------- |
| 2009年4月1日 | 《搖滾十誡》 | 喜瑪拉雅 | - 鐵香蕉等12支樂團，重新改編12首經典民歌 - 鐵香蕉樂團改編《空虛的眼眶》，原唱薛岳 |

### 單曲
| 年度   | 歌名               | 備註 |
| ------ | ------------------ | --- |
| 待查   | 《Get Burn》(癮慾) | - 鐵香蕉樂團作品 - 改編為《態度》紀錄片配樂 |
| 2008年 | 《守著陽光守著你》 | - 電視劇《光陰的故事》插曲，原唱李建復 - 星光四班前14強合唱：方宥心、張心傑、林鴻鳴、康禎庭、梁一貞、孫碧娜、吳德宏、張涵雅、陳樂軒、吳勇濱、洪千涵、夏政峰、許雨柔、何書宇 |
| 2017年 | 《我們都有秘密》   | - 微電影《我們都有秘密》主題曲 |

## 節目主持
| 年份   | 播出頻道 | 節目名稱     | 附註               |
| ------ | -------- | ------------ | ------------------ |
| 2014年 | 原民台   | 《我的舞台》 | - 與琇琴共同主持。 |

## 獲獎紀錄
- 2007年：第二屆地下絲絨搖滾高峰會，「鐵香蕉樂團」獲冠軍、最佳主唱。
- 2007年：第二十屆YAMAHA熱音賽台灣區，「鐵香蕉樂團」獲冠軍、最佳主唱。
- 2008年：第十屆YAMAHA熱音賽亞洲區，「鐵香蕉樂團」獲冠軍、最佳主唱、最佳吉他。
- 2009年：第四屆《超級星光大道》獲得季軍。
- 2010年：《拉芳星光大會》獲得第七名。
- 2013年：重金搖滾音樂大賽，「重擊者樂團」獲冠軍。

## 演藝活動

### 電視節目
- 2008年：
  - 中視《超級星光大道》第三屆（2008-06-13 一對一踢館賽Part1、2008-06-20 一對一踢館賽Part2、2008-07-04 資格決定賽、2008-08-22 畢業典禮）
  - 中視《超級星光大道》第四屆
  - Channel V《我愛黑澀會》（2008-06-30 天籟降臨之夜(上)、2008-07-01 天籟降臨之夜(下)）
  - 中天娛樂台《超級大頭目》（2008-08-07）
  - 中天綜合台《康熙來了》（2008-10-02 星光四班最緊張的一堂課(上)、2008-10-03 星光四班最緊張的一堂課(下)）
- 2009年：
  - 中視《超級星光大道》第四屆
  - 中視《超級星光大道》第五屆（2009-04-03 百人初選(上)）
  - 中視《牛轉乾坤旺旺來》（2009-01-25）
  - 中天綜合台《康熙來了》（2009-02-17 星光最難比的一場比賽(上)、2009-02-18 星光最難比的一場比賽(下)、2009-04-03 陪你度過低潮的星光好聲音）
  - 原民台《8點打給我》（2009-02-18 原力ROCK、2009-11-30 我是赤目勒塞 林鴻鳴）
  - 中天娛樂台《超級大頭目》（2009-02-23）
  - 中視《我猜我猜我猜猜猜》（2009-02-28）
  - 中天綜合台《大學生了沒》（2009-03-04 大學生改造星光六強）
  - 八大綜合台《娛樂百分百》（2009-03-18 星光四班會外賽）
  - 中視《挑戰101》（2009-03-20、2009-03-27）
  - Channel V《模范棒棒堂》（2009-05-15 還記得我嗎?）
  - 台視《百萬大歌星》（2009-05-23、2009-08-01）
  - 中視《週日大精采》（2009-06-07）
  - 公視《音樂萬萬歲》（2009-08-23 江湖黑幫輓歌、2009-11-22 這是我的搖滾樂）
  - 中視《唱旺閃亮歲月》（2009-10-23、2009-10-30）
- 2010年：
  - 東南衛視《拉芳星光大會》
  - 中視《龍騰虎躍旺星光》（2010-02-14）
  - 中天綜合台《大學生了沒》（2010-03-30 誰是KTV噪音王、2010-07-14 大學生愛情主題曲）
  - 東南衛視《星光故事會》（2010-07-04）
  - 東南衛視《開心100》（2010-07-11）
  - 原民台《8點打給我》（2010-07-21 學生暑假那裡去、2010-12-30 跨年搖滾夜）
- 2011年：
  - 中視《超級星光大道》頂尖企劃（2011-02-20）
  - 中視《華人星光大道》第一屆（2011-11-06 藝同飆唱 最終十強決定賽）
- 2012年：
  - 中視《決戰星世代》（2012-01-15 非唱不可 熱門金曲）
  - GOOD TV《心靈樂飛揚》（2012-07-28）
  - 中視《華人星光大道》第二屆（2012-12-23 唱將雲集 震撼教育 強敵踢館第四戰）
- 2013年：
  - 中視《金蛇報喜旺星光》（2013-02-10）
  - 中天綜合台《大學生了沒》（2013-04-16 用歌聲來賺獎學金 大學生的獎金歌喉戰）
  - 華視《我們的那首歌》（2013-09-07、2013-11-09、2013-12-28）
  - 三立都會台《綜藝大熱門》（2013-10-09＆2013-10-10 你敢跟我挑戰同一首歌嗎? 兩岸歌聲PK戰、2013-10-24 小人物大挑戰! 誰能登上陶喆演唱會舞台）
  - 三立都會台《超級偶像》第八屆（2013-12-08 超偶星光世紀對決）
- 2014年：
  - 原民台《我的舞台》
  - 中視《超級歌喉讚》（2014-01-04、2014-02-22）
  - 華視《我們的那首歌》（2014-01-11）
  - 三立都會台《綜藝大熱門》（2014-01-14 一個人唱紅不了!組成團體有希望吧!?、2014-01-31 大熱門經典表演 頒獎典禮!!、2014-07-08 我就不信!你什麼歌都能轉音!?）
  - 三立都會台《超級偶像》第八屆（2014-01-19 超偶星光世紀對決 威力加強版、2014-02-09 超偶星光世紀對決 復仇之戰）
  - 公視《音樂創世紀》（2014-03-02 總冠軍積分賽1 歌手合作賽）
  - 三立台灣台《超級紅人榜》（2014-03-16 五戰三勝 地獄車輪戰）
  - 中視《最強大國民》（2014-04-27）
  - 公視《音樂萬萬歲2》（2014-08-10 80`s經典樂團歌選）

### 演唱會與商演活動
- 2008年：
  - 貢寮海洋音樂祭
  - 《態度》紀錄片首映會（2008-07-16）
  - CROSSING SKY 搖滾嘉年華（2008-09-06）
  - 天母創意市集 自由野台（2008-09-20）
  - 周華健「I 華健」巡迴演唱會嘉賓（2008-12-27）[6]
- 2009年：
  - 八大森林遊樂園春節演唱
  - 士林風貌 漫步活樂（2009-03-21）
  - 全國原住民運動會大會 選手之夜演唱（2009-03-28）
  - 天母創意市集 自由野台（2009-05-23）
  - 貢寮海洋音樂祭
  - 跳起來音樂節（2009-08-16）
  - 藻礁的吶喊音樂會（2009-08-22）
  - 台北縣藝術市集（2009-09-13）
  - 娜魯灣原住民族商場週年慶（2009-09-19）
  - 古寧頭戰役60週年紀念晚會（2009-10-10）
- 2010年：
  - Marty Young VS. 十個Vocal（2010-02-24 河岸留言）
  - 拉拉山水蜜桃推廣活動（2010-05-22 五月桃之夜、2010-07-03 水蜜桃之夜）
  - 台灣電子競技公開賽演唱（2010-07-25）
  - 「光速指大戰無影手 Neo G3 台北演奏會」嘉賓（2010-07-25 河岸留言）
  - 勝世安邦觀光文化季（2010-08-14）
  - 三地門豐年祭（2010-08-16）
  - 東海岸音樂祭（2010-08-29）
  - 臺中縣中秋圓夢晚會（2010-09-22）
  - 天母創意市集 自由野台星風作浪（2010-11-27）
  - 交通大學 校運選手之夜演唱會（2010-12-01）
  - 「屏東之光‧回娘家」音樂會（2010-12-26）
  - 義大世界跨年晚會（2010-12-31）
- 2011年：
  - 搖滾鬥陣（2011-01-08 阿帕808展演中心）
  - 「Marty Young的搖滾情人夢」嘉賓（2011-02-13 河岸留言）
  - 搖滾瘋年祭（2011-05-07）
  - 星光台酒歡慶110嘉年華（2011-05-21 台北場）
  - 方宥心＆林鴻鳴 Brown Sugar演唱（2011-07-05、2011-09-06）
  - 鐵板燒塔節（2011-09-17）
  - 轉動幸福 國慶嘉年華（2011-10-10）
  - 阿里山鄒族生命豆季（2011-11-26）
  - 「樂暖冬季歌詠新莊」音樂會（2011-12-03）
  - 原風耶誕‧柿不分離－和平區農特產行銷推廣暨泰雅文化體驗活動（2011-12-25）
- 2012年：
  - 「OverNight熬夜樂團EP首發巡演」嘉賓（2012-01-07 河岸留言）
  - 桃園燈會（2012-02-04）
  - 「Marty Young搖滾全攻略再版感恩Party」嘉賓（2012-02-18 河岸留言）
  - Rock Fever（2012-05-26）
  - 追尋《Track Down》音樂分享會（2012-08-22）
  - We Are The One 樂團大賽演出（2012-09-01）
  - 新北市星空廣場活動（2012-09-15）
  - 大彩虹音樂節（2012-10-27）
  - 重返搖滾年代‧國際音樂講座暨演奏會（2012-11-17）
  - 第一屆彰化高中職熱音嘉年華（2012-12-16）
  - 輔仁大學聖誕晚會（2012-12-25）
  - 三軍總醫院員工同樂晚會（2012-12-26）
  - 元智大學第五屆錄客盃歌唱大賽演唱（2012-12-27）
- 2013年：
  - 悸動獨創音樂棧之敢不敢（2013-01-19）
  - 【自我融合】聯合音樂展演（2013-02-23）
  - 桃園燈會（2013-02-24）
  - 2013台灣原民園（2013-03-09）
  - 搖滾鬥陣（2013-03-30 高雄ROCK、2013-04-27 鐵花村）
  - 池上米鄉竹筏季暨產業文化系列活動（2013-06-22）
  - 牡丹鄉野薑花季（2013-08-04）
  - 桃園市土地公文化節（2013-09-14）
  - We Are The ONE 樂團創作大賽表演（2013-09-14）
  - 埔心牧場中秋晚會（2013-09-20）
  - 巨獸搖滾音樂祭（2013-09-28）
  - 重擊者＆搖滾大嬸（2013-10-19 甘樂文創、2013-10-22 河岸留言）
  - 2014年齊心點亮尖石暨原住民祈福儀式（2013-12-31）
  - 員林跨年晚會（2013-12-31）
- 2014年：
  - 搖滾圍爐吃烤肉 無差別胡士托音樂祭（2014-01-05）
  - 地心爆動（2014-01-12）
  - 混種金屬祭（2014-01-18）
  - Commando X Zolar 2014年黑水派對（2014-02-04）
  - NO.萬 社團文化祭（2014-06-04）
  - 2014夏豔金門海洋風活動：兩岸三地樂團PK賽（2014-06-29）
  - 2014新北市貢寮海洋音樂祭（2014-07-12）
  - 2014野薑花季活動（2014-08-02）
  - 山海屯音樂節（2014-08-09）
  - 八零搖滾之夜（2014-08-15）
  - 2014台北流行音樂祭之銀河音樂聚（2014-08-16）
  - 擔任粉紅噪音樂團專輯首發演唱會嘉賓（2014-08-27）
  - 搖滾台中（2014-09-06）
  - 搖滾大嬸EP巡迴演唱會（2014-09-27）
  - 搖滾雲擊（2014-10-05）
  - MADE IN TAICHUNG 2014（2014-10-12）

### 公益慈善活動
- 2009年：
  - 台北市愛兔協會 認養取代購買宣導
  - 「Love Life 珍愛生命 永不放棄」 簽名T-Shirt公益拍賣
  - 台灣胸腔暨重症加護醫學會 「三分鐘 肺呼吸」免費肺篩檢活動演唱（2009-05-08）
  - 中華民國紅十字會總會 把愛傳出去－88賑災募款晚會（2009-08-14）
  - 伊甸社會福利基金會 光之穹頂慈善音樂會（2009-09-26）
  - 高雄海洋博覽會暨遊艇展 中秋慈善晚會（2009-10-03）
  - 伊甸社會福利基金會 第9屆身障體驗活動（2009-11-28）
- 2013年：
  - 流浪動物公益音樂會（2013-09-12）
- 2014年：
  - 愛在扶輪‧搖滾傳承聯合公益音樂會（2014-02-22）
  - 扶輪有愛、啟動你和我：希望公益演唱會（2014-03-22）
  - 愛的呼喚‧音感動人 慈善募款音樂演唱會（2014-04-26）
  - 高雄站起來 公益募款活動（2014-08-17）

### 其他
- 2009年：參與台北聽障奧運親善團活動，以及《白旗》手語版加油MV （页面存档备份，存于）演出[7]
- 2011年~2013年：擔任明星藝能學園歌唱班講師

## 參賽紀錄
第三屆（踢館賽）
| 集數 | 首播日期   | 節目主題                  | 演唱歌曲                         | 原唱       | 得分 | 備註                            |
| ---- | ---------- | ------------------------- | -------------------------------- | ---------- | ---- | ------------------------------- |
| 20   | 2008/06/13 | 無懼：一對一踢館賽 PART Ⅰ | 《我還能愛誰》                   | 許志安     | 20分 | 平徐佳瑩（20分） 進入30秒清唱PK |
| 20   | 2008/06/13 | 無懼：一對一踢館賽 PART Ⅰ | 《Get Burn》                     | 鐵香蕉樂團 | 1票  | 敗徐佳瑩（3票）                 |
| 21   | 2008/06/20 | 實力：一對一踢館賽 PART Ⅱ | 《我期待》                       | 張雨生     | 15分 | 敗徐佳瑩（20分）                |
| 23   | 2008/07/04 | 奮戰：資格決定賽          | 《I Don't Want To Miss A Thing》 | Aerosmith  | 14分 |                                 |

第四屆
| 集數 | 首播日期   | 節目主題                            | 演唱歌曲               | 原唱                                   | 得分 | 備註                                             |
| ---- | ---------- | ----------------------------------- | ---------------------- | -------------------------------------- | ---- | ------------------------------------------------ |
| 01   | 2008/08/29 | 築夢：30強資格賽                    | 《天天想你》           | 張雨生                                 | 15分 | 過關                                             |
| 02   | 2008/09/05 | 砥礪：1對1 PK賽                     | 《狼》                 | 齊秦                                   | 17分 | 勝許書維（12分），過關                           |
| 03   | 2008/09/12 | 競爭：20強決定賽                    | 《雨和眼淚》           | 四分衛                                 | 19分 | 過關                                             |
| 04   | 2008/09/19 | 自信：我的主打歌                    | 《我很醜可是我很溫柔》 | 趙傳                                   | 18分 | 過關                                             |
| 05   | 2008/09/26 | 分享：我的第一張專輯                | 《聽海的歌》           | 童安格                                 | 17分 | 過關                                             |
| 06   | 2008/10/03 | 齊心：組曲合作賽                    | 《永遠不回頭》         | 姚可傑&張雨生&邰正宵&王傑&星星月亮太陽 | 20分 | 與張心傑、范文凱合唱，過關                       |
| 07   | 2008/10/10 | 心弦：我的音樂故事                  | 《鋼鐵男子》           | 伍佰                                   | 19分 | 過關                                             |
| 08   | 2008/10/17 | 火花：雙人合作賽                    | 《深情相擁》           | 張國榮&辛曉琪                          | 20分 | 與孫碧娜合唱，過關                               |
| 09   | 2008/10/24 | 自我：給網友的歌                    | 《大驚小怪》           | 信樂團                                 | 22分 | 過關                                             |
| 11   | 2008/11/07 | 饗宴續篇：學長姐合唱賽（下）        | 《愛什麼稀罕》         | 張惠妹                                 | 21分 | 與黃美珍合唱，過關                               |
| 12   | 2008/11/14 | 鬥志：快歌指定賽                    | 《戰舞》               | 王宏恩                                 | 16分 | 過關                                             |
| 13   | 2008/11/21 | 超越：評審指定曲                    | 《Kiss Goodbye》       | 王力宏                                 | 20分 | 過關                                             |
| 14   | 2008/11/28 | 開戰：歌手．藝人踢館賽（上）        | 《為何你就這樣走》     | 黃品源                                 | 18分 | 勝宋新妮（13分），過關                           |
| 16   | 2008/12/12 | 求勝：一對一踢館賽 PART Ⅰ           | 《我要快樂》           | 張惠妹                                 | 15分 | 勝趙泓捷（11分），過關                           |
| 17   | 2008/12/19 | 求勝：一對一踢館賽 PART Ⅱ           | 《無聲的所在》         | 伍佰                                   | 17分 | 勝張力仁（16分），過關                           |
| 18   | 2008/12/26 | 請益：連續PK抗壓賽（上）            | 《溫柔(還你自由版)》   | 五月天                                 | 18分 | 勝黃浩詠（17分），過關                           |
| 19   | 2009/01/02 | 請益續章：連續PK抗壓賽（下）        | 《愛死你》             | 柯有綸&莫文蔚                          | 24分 | 勝連偉迪（19分），過關                           |
| 21   | 2009/01/16 | 潛能：突破自我挑戰賽                | 《Susan 說》           | 陶喆                                   | 20分 | 過關                                             |
| 22   | 2009/01/23 | 迷宮：電視電影指定曲                | 《風雲》               | 江得勝                                 | 16分 | 失敗                                             |
| 23   | 2009/01/30 | 顛覆：老歌新唱挑戰賽                | 《一代女皇》           | 金佩姍                                 | 18分 | 過關                                             |
| 24   | 2009/02/06 | 助力：默契合唱考驗賽                | 《真的嗎》             | 莫文蔚                                 | 18分 | 失敗                                             |
| 24   | 2009/02/06 | 助力：默契合唱考驗賽                | 《純真》               | 梁靜茹                                 | 14分 | 與洪千涵合唱，失敗                               |
| 25   | 2009/02/13 | 體悟：天堂High歌 vs. 地獄悲歌       | 《I Feel Good》        | James Brown                            | 25分 | 過關                                             |
| 25   | 2009/02/13 | 體悟：天堂High歌 vs. 地獄悲歌       | 《我不難過》           | 孫燕姿                                 | 18分 | 過關                                             |
| 26   | 2009/02/20 | 推手：歌手合唱賽，積分賽(一)        | 《愛歸你》             | A-Lin                                  | 20分 | 累積積分20分，暫居第二名                         |
| 26   | 2009/02/20 | 推手：歌手合唱賽，積分賽(一)        | 《Open Arms》          | Clay Aiken&Kelly Clarkson              | 21分 | 與A-Lin合唱 累積積分41分，暫居第二名             |
| 27   | 2009/02/27 | 累積：拿手歌曲&2008新曲，積分賽(二) | 《Stairway to Heaven》 | Led Zeppelin                           | 25分 | 累積積分66分，暫居第二名                         |
| 27   | 2009/02/27 | 累積：拿手歌曲&2008新曲，積分賽(二) | 《帶我走》             | 楊丞琳                                 | 18分 | 累積積分84分，暫居第二名                         |
| 28   | 2009/03/06 | 無間：藝文團體合作賽，積分賽(三)    | 《Always》             | Bon Jovi                               | 18分 | 累積積分102分，暫居第二名                        |
| 28   | 2009/03/06 | 無間：藝文團體合作賽，積分賽(三)    | 《整晚的音樂》         | 庾澄慶                                 | 20分 | 與新世紀文化藝術團合作 累積積分122分，暫居第二名 |
| 29   | 2009/03/13 | 關鍵：第六名決定賽，積分賽(四)      | 《翅膀之歌》           | 動力火車                               | 16分 | 累積積分138分，暫居第三名                        |
| 29   | 2009/03/13 | 關鍵：第六名決定賽，積分賽(四)      | 《我的麥克風》         | 潘瑋柏                                 | 16分 | 與Unity合作 累積積分154分，暫居第四名            |
| 30   | 2009/03/20 | 總決賽 Live                         | 《Without You》        | Air Supply                             | 18分 | 累積積分172分，暫居第四名                        |
| 30   | 2009/03/20 | 總決賽 Live                         | 《癮慾》               | 鐵香蕉樂團                             | 24分 | 累積積分196分 確定第三名。                       |
| 31   | 2009/03/27 | 圓夢：畢業頒獎典禮                  | 《Little Wing》        | Skid Row                               | 表演 |                                                  |

## 外部連結
- 林鴻鳴的Facebook專頁
- 林鴻鳴粉絲專頁的Facebook專頁
- 林鴻鳴的Instagram帳戶